# The Night Eternal
The Night Eternal ist eine deutsche Heavy-Metal-Band aus Essen.

## Geschichte
Gegründet wurde The Night Eternal Ende 2018 in Essen. Erfahrungen gesammelt hatten die einzelnen Musiker, Sänger Ricardo Baum, die Gitarristen Rob Richter und Henry Käseberg, Bassist Jones Nühlen sowie Schlagzeuger Aleister Präkelt, die sich eigenen Angaben zufolge größtenteils schon mehrere Jahre kannten, bis dahin vor allem in einer Death-Metal-Band (Präkelt), diversen Hard-Rock-Projekten (Nühlen) sowie im Thrash-Metal-Bereich (alle anderen).
Im Juli 2019 erschien über Dying Victims Productions eine selbstbetitelte EP als Vinyl und Tape. Neben Eigenkompositionen war auch eine Einspielung des Judas-Priest-Lieds (Take These) Chains (im Original auf Screaming for Vengeance, 1982) enthalten. Im Folgejahr bewarben sich die Musiker mit dem Song Shadow´s Servants bei ihrem Wunschlabel Ván Records, welches die Band auch unter Vertrag nahm und das Stück als 7"-Single veröffentlichte.
Auch aufgrund von Einschränkungen durch die COVID-19-Pandemie zog sich der reine Aufnahmeprozess für das Debütalbum Moonlit Cross in etwa über acht Monate. Im September 2021 veröffentlichte die Band vorab ein Video zum Stück Elysion (Take Me Over), Veröffentlichungstermin des Albums war der 5. November.
Anschließend wurde die Band über einzelne Clubkonzerte hinaus für verschiedene Festivals gebucht, darunter Keep It True Rising 2021 und Ruhrpott Metal Meeting 2022 in Deutschland sowie Muskelrock 2022 in Schweden.
Mitte Juli 2023 veröffentlichte die Band ihr zweites Album Fatale. Danach war sie u. a. auf dem Wacken Open Air 2023 und dem Party.San Metal Open Air 2023 zu sehen.
Im Januar 2024 teilte die Band mit, dass Bassist Jones Nühlen „leider [...] aus persönlichen Gründen“ ausgestiegen sei und annoncierte zum Monatsende noch ein letztes Konzert mit ihm. Danach ging sie im Februar mit Angel Witch und Lucifer auf Tour in Deutschland und den Niederlanden und danach mit Lucifer sowie Attic u. a. in Frankreich und Skandinavien. Die Position am Bass übernahm dabei vorerst Jannik Stüber von Warlust. Im April folgte zudem eine Konzertreise mit Blind Guardian in Großbritannien. Seit Oktober 2024 ist Jannik Stüber, der bereits seit Anfang des Jahres seine Künste am Bass unter Beweis stellen konnte und die Band bei diversen Auftritten unterstützte, festes Mitglied von The Night Eternal. 

## Stil
Thorsten Dörting vom deutschen Magazin Rock Hard erinnerte die „leicht melancholische, aber kraftsaftige Grundfarbe [des] geschmackssicheren Sounds […] an (eine metallischere Variante von) Unto Others/Idle Hands, an In Solitude oder die Vorzeige-Neoklassik-Metaller von Night“. Andreas Schiffmann schrieb „klassischer Heavy Metal auf der Höhe der Zeit, aber mit Sepia-Glanz und staubiger Mystik“ und Marcus Köhler vom Webzine Saitenkult, dass der Stil „ganz klar im Bereich des epischen Old School-Heavy Metal mit düsterer Atmosphäre“ zu verorten sei. Sowohl Schiffmann als auch Köhler gaben als Referenz „frühe Iron Maiden“ an, wobei Köhler zusätzlich Thin Lizzy, Angel Witch und Mercyful Fate nannte.

## Rezeption
Schon bei der Veröffentlichung der Debüt-EP The Night Eternal schrieb das Musikmagazin Deaf Forever, dass sich die Band „keineswegs nach unerfahrenen Newcomern“ anhöre. Dazu würden „prägnante Hooks und die starke Stimme von Sänger Ricardo“ das dargebotene Material abrunden und aus der Masse herausheben. Im selben Titel schrieb Andreas Schulz in Ausgabe 1/22 über Moonlit Cross, dass es sich um ein „bemerkenswertes Debütalbum“ handele und dieses „zu Recht“ an der Spitze des monatlichen Soundchecks stehe. Darüber hinaus errang das Album den zweiten und dritten Platz der Soundchecks im Metal Hammer respektive dem Rock Hard. Die Leser des Deaf Forever wählten die Band zudem zum „Newcomer des Jahres“ 2021.
Das zweite Album, Fatale, wurde im August 2023 ähnlich positiv in der Fachpresse aufgenommen, und errang beispielsweise im Rock Hard die Spitzenposition des Soundchecks. In jener Ausgabe bescheinigte Ludwig Krammer dem Album, „härter, dunkler und packender als der Vorgänger“ und „die pure Ektase“ für Anhänger von Bands wie Tribulation, Unto Others oder auch The Devil’s Blood zu sein.

## Diskografie
- 2019: The Night Eternal (EP, Dying Victims Productions)
- 2020: Shadow's Servants (7", Ván Records)
- 2021: Moonlit Cross (Album, Ván Records (CD, LP), Dying Victims Productions (Tape))
- 2023: Fatale (Album, Ván Records)